# Hvar (ville)
Pour les articles homonymes, voir Hvar.
Hvar est une ville et une municipalité située sur l'île de Hvar, dans le comitat de Split-Dalmatie, en Croatie.

## Histoire
Depuis 1815 (congrès de Vienne) jusqu'en 1918, la ville au nom bilingue croate-italien de HVAR- LESINA fait partie de la monarchie autrichienne (empire d'Autriche), puis Autriche-Hongrie (Cisleithanie après le compromis de 1867), chef-lieu du district de même nom, l'un des 13 Bezirkshauptmannschaften en Dalmatie. Le nom italien seul (parfois LESSINA) est utilisé avant 1867.

## Climat
| Mois                                             | jan.         | fév.         | mars         | avril        | mai        | juin       | jui.         | août        | sep.        | oct.        | nov.        | déc.        | année        |
| ------------------------------------------------ | ------------ | ------------ | ------------ | ------------ | ---------- | ---------- | ------------ | ----------- | ----------- | ----------- | ----------- | ----------- | ------------ |
| Température minimale moyenne (°C)                | 5,9          | 5,9          | 7,7          | 10,5         | 14,7       | 18,3       | 20,9         | 20,8        | 17,7        | 14,3        | 10,1        | 7,2         | 12,8         |
| Température moyenne (°C)                         | 9,1          | 9,2          | 11,1         | 14           | 18,5       | 22,3       | 25           | 24,8        | 21,5        | 17,7        | 13,3        | 10,3        | 16,4         |
| Température maximale moyenne (°C)                | 12,6         | 13           | 14,9         | 17,7         | 22,3       | 26,4       | 29,5         | 29,5        | 26          | 21,8        | 16,8        | 13,7        | 20,3         |
| Record de froid (°C) date du record              | −7 24/1942   | −5,5 2/1929  | −4,6 4/1949  | 0 7/1929     | 5,1 4/1935 | 10 8/1962  | 12,8 11/1969 | 9,7 19/1949 | 8 28/1931   | 4,9 30/1971 | −3 29/1915  | −5 19/1927  | −7 24/1/1942 |
| Record de chaleur (°C) date du record            | 19,6 30/1949 | 23,4 22/1990 | 24,5 30/2017 | 27,8 26/1952 | 33 15/1945 | 38 28/2019 | 37,5 29/1945 | 37,7 8/1956 | 34,4 1/1878 | 31,5 1/1932 | 25,7 3/2004 | 20,6 7/1967 | 38 28/6/2019 |
| Nombre de jours avec gel                         | 1,9          | 1,8          | 0,7          | 0            | 0          | 0          | 0            | 0           | 0           | 0           | 0,2         | 1,2         | 5,8          |
| Ensoleillement (h)                               | 133,3        | 155,4        | 195,3        | 222          | 288,3      | 324        | 365,8        | 334,8       | 258         | 198,4       | 135         | 124         | 2 734,3      |
| Précipitations (mm)                              | 68,4         | 55,7         | 62,7         | 54,1         | 46,7       | 34,4       | 26,4         | 45,2        | 63,7        | 79,3        | 94          | 83,2        | 713,7        |
| Nombre de jours avec précipitations              | 9,8          | 9            | 9,4          | 10,2         | 7,8        | 6,8        | 4            | 4,7         | 7           | 9,3         | 11,3        | 10,4        | 99,8         |
| dont nombre de jours avec précipitations ≥ 10 mm | 2,4          | 1,7          | 1,7          | 1,6          | 1,5        | 1,1        | 0,7          | 1,2         | 2,1         | 2,7         | 3,4         | 2,9         | 23,1         |
| Humidité relative (%)                            | 68,7         | 65           | 66,4         | 65,5         | 66,6       | 63,7       | 58,8         | 61          | 65,4        | 67,8        | 68,5        | 69          | 65,5         |
| Nombre de jours avec neige                       | 0,1          | 0            | 0            | 0            | 0          | 0          | 0            | 0           | 0           | 0           | 0           | 0           | 0,1          |
| Nombre de jours d'orage                          | 2,3          | 2,6          | 2            | 3,3          | 3,1        | 3,6        | 3,1          | 4,2         | 4,2         | 4           | 4,3         | 2,8         | 39,4         |
| Nombre de jours avec brouillard                  | 0            | 0,2          | 0,2          | 0            | 0,4        | 0,1        | 0,1          | 0,2         | 0,1         | 0           | 0           | 0           | 1,3          |

| Diagramme climatique                                  |           |             |              |              |              |              |              |            |              |            |             |
| J                                                     | F         | M           | A            | M            | J            | J            | A            | S          | O            | N          | D           |
| 12,65,968,4                                           | 135,955,7 | 14,97,762,7 | 17,710,554,1 | 22,314,746,7 | 26,418,334,4 | 29,520,926,4 | 29,520,845,2 | 2617,763,7 | 21,814,379,3 | 16,810,194 | 13,77,283,2 |
| Moyennes : • Temp. maxi et mini °C • Précipitation mm |           |             |              |              |              |              |              |            |              |            |             |

## Localités et démographie
Au recensement de 2001, la municipalité compte 4 138 habitants, dont 92,53 % de Croates (dont la ville seule 3 672 habitants).
La municipalité de Hvar compte 7 localités :
| - Brusje - Hvar - Malo Grablje - Milna | - Sveta Nedjelja - Velo Grablje - Zaraće |

## Monuments
- Monastère dominicain : fortifié en 1482 pour pallier les attaques ottomanes.
- Château de Tvrdalj : ancienne résidence du poète Petar Hektorović[7].

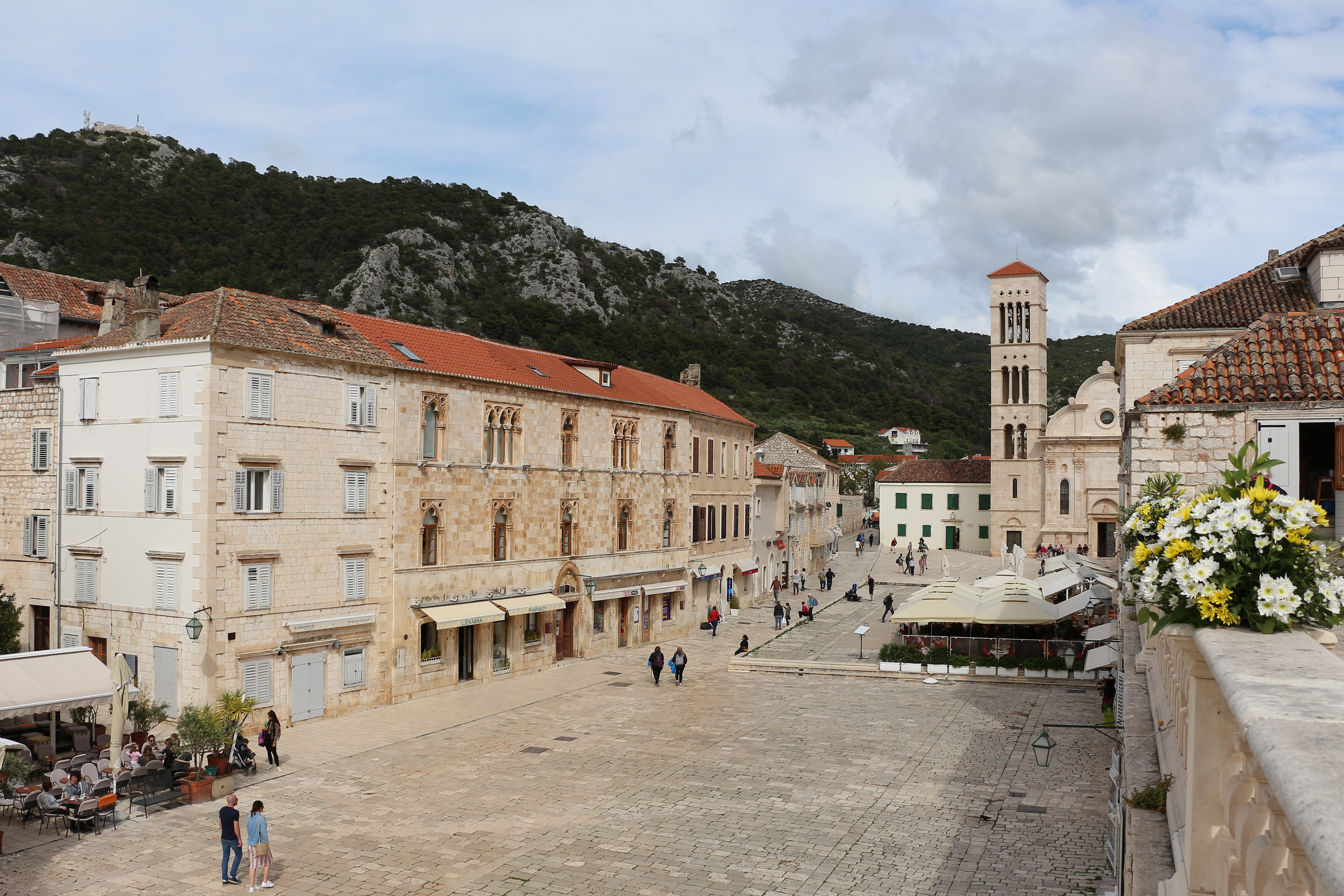
Pjaca Sv. Stjepan.
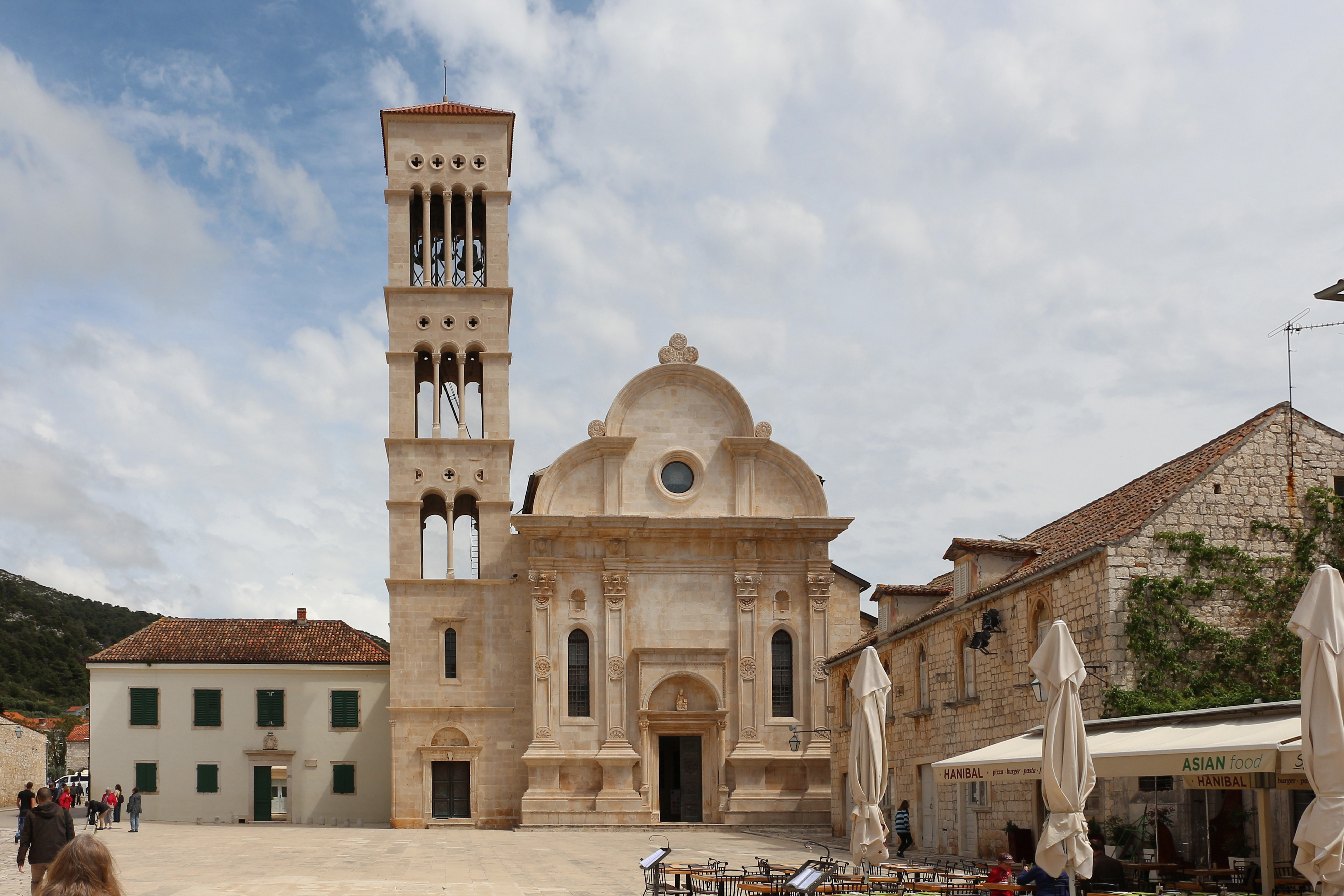
Cathédrale St.-Étienne.
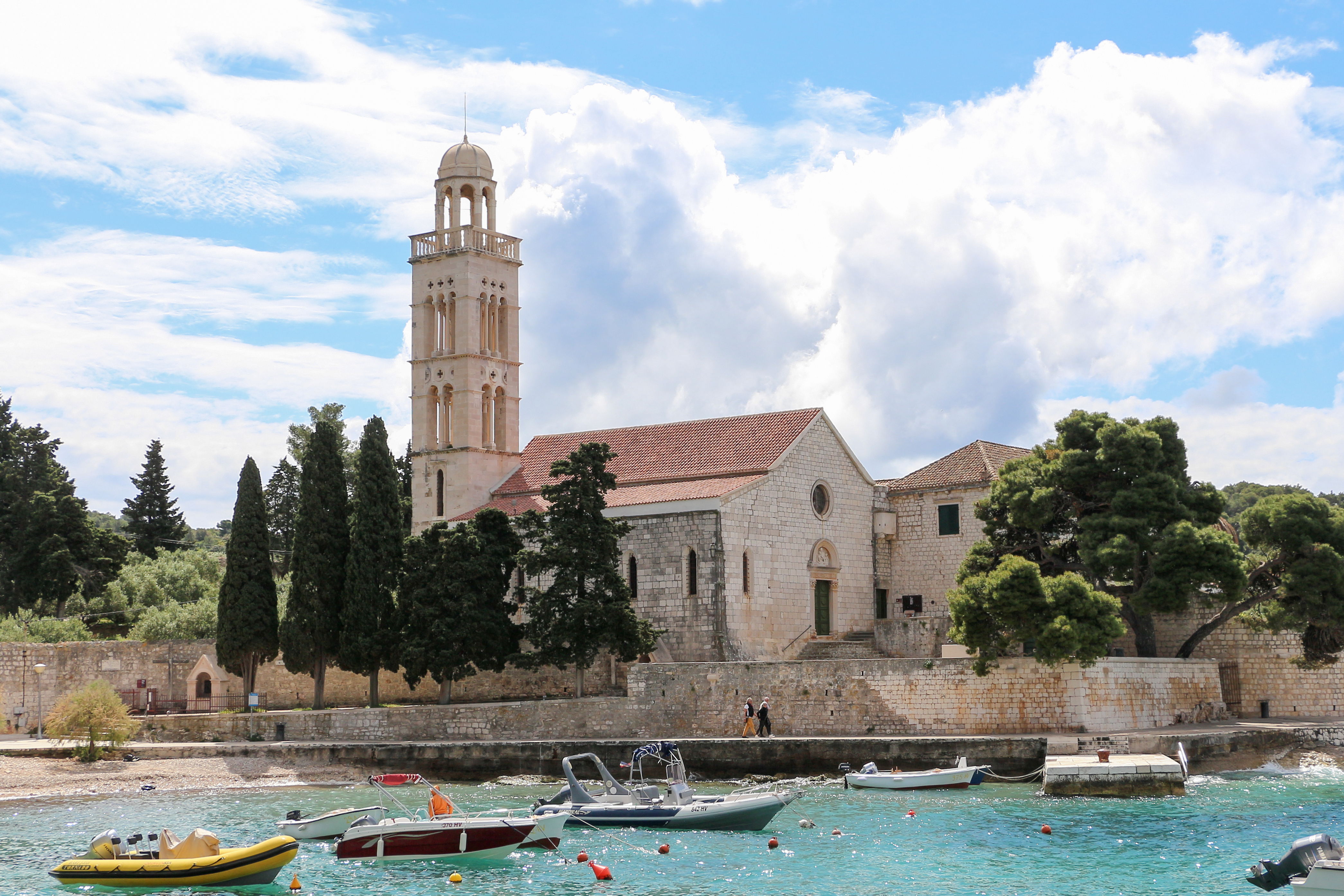
Monastère franciscain.
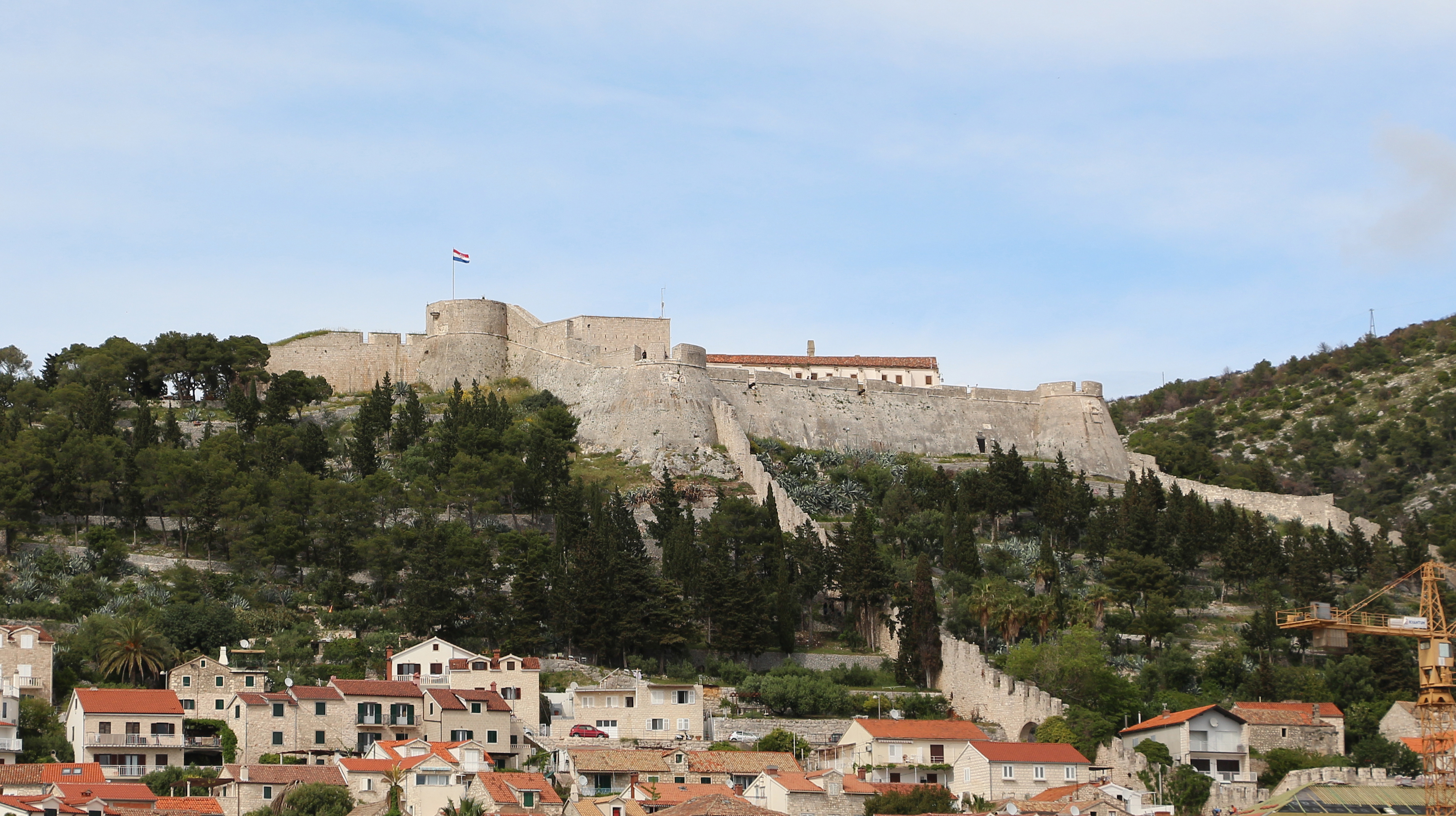
Forteresse espagnole.